# On My Way Here
《On My Way Here》는 클레이 에이킨의 네번째 스튜디오 앨범이다. 2008년 5월 6일에 발매되었다. RCA 레코드에서의 마지막 앨범이다. 클레이 에이킨은 다수의 프로듀서와 작업하는 것을 원하지 않았으며 그래미 어워드 수상 영국 프로듀서 키퍼(Kipper 본명:Mark Eldridge)와 작업을 하였다. 제임스 포스터(Jaymes Foster)가 제작책임자를 맡았다.
타이틀 곡 "On My Way Here"은 원리퍼블릭의 라이언 테더이 헌터 데이비드(Hunter Davis)와 크리스 포크(Chris Faulk) 함께 작사하였으며 싱글로만 발매되었다.
마지막 곡 "Lover All Alone"는 클레이 에이킨과 데이비드 포스터에 의해 작사되었다.

## 트랙 리스트
1. "On My Way Here
2. "Ashes"
3. "Everything I Don't Need"
4. "Something About Us"
5. "Falling"
6. "Where I Draw the Line"
7. "The Real Me"
8. "Weight of the World"
9. "As Long as We're Here"
10. "Sacrificial Love"
11. "Grace of God"
12. "Lover All Alone"

### Bonus tracks
1. "Forget I Ever Knew You"
2. "It's In Everyone Of Us"